# یلوه‌های سینه‌حنایی
یلوه‌های سینه‌حنایی (نام علمی: Rallina)، یک تیره از پرندگان از خانواده یلوگان است. این سرده شامل چهار گونه است که در جنگل‌ها و باتلاق‌های آسیا و استرالیا یافت می‌شوند. آنها ۱۸–۳۴ سانتی‌متر طول دارند و عمدتاً شاه‌بلوطی یا قهوه‌ای، اغلب با نشانه‌های سیاه و سفید هستند. آنها چهار گونه هستند که اکنون در سردهٔ یلوه‌های جنگلی گینه نو قرار می‌گیرند که در گذشته در سردهٔ Rallina قرار داشتند. در واقع، برخی از مقامات آرایه‌شناختی همچنان آنها را در آنجا قرار می‌دهند. گونه پنجم، یلوه بزرگ نیکوبار پیشنهاد شد اما به عنوان یک گونه جداگانه پذیرفته نشد.